# Tłuszcz
Tłuszcz é um município da Polônia, na voivodia da Mazóvia e no condado de Wołomin. Estende-se por uma área de 7,91 km², com 8 056 habitantes, segundo os censos de 2016, com uma densidade de 1 018,5 hab/km².